# Ngành Kỹ thuật Quân đội nhân dân Việt Nam
Ngành Kỹ thuật Quân đội nhân dân Việt Nam  là một trong những lực lượng quan trọng của Quân đội nhân dân Việt Nam đặt dưới sự lãnh đạo của Đảng ủy, Chỉ huy, của Thủ trưởng các cấp. Ngày 10 tháng 9 năm 1974, theo Nghị định 211/CP của Thủ tướng Chính phủ, Tổng cục Kỹ thuật được thành lập. Đây là cơ quan đầu ngành thống nhất việc chỉ đạo, tổ chức thực hiện công tác kỹ thuật trong toàn quân.

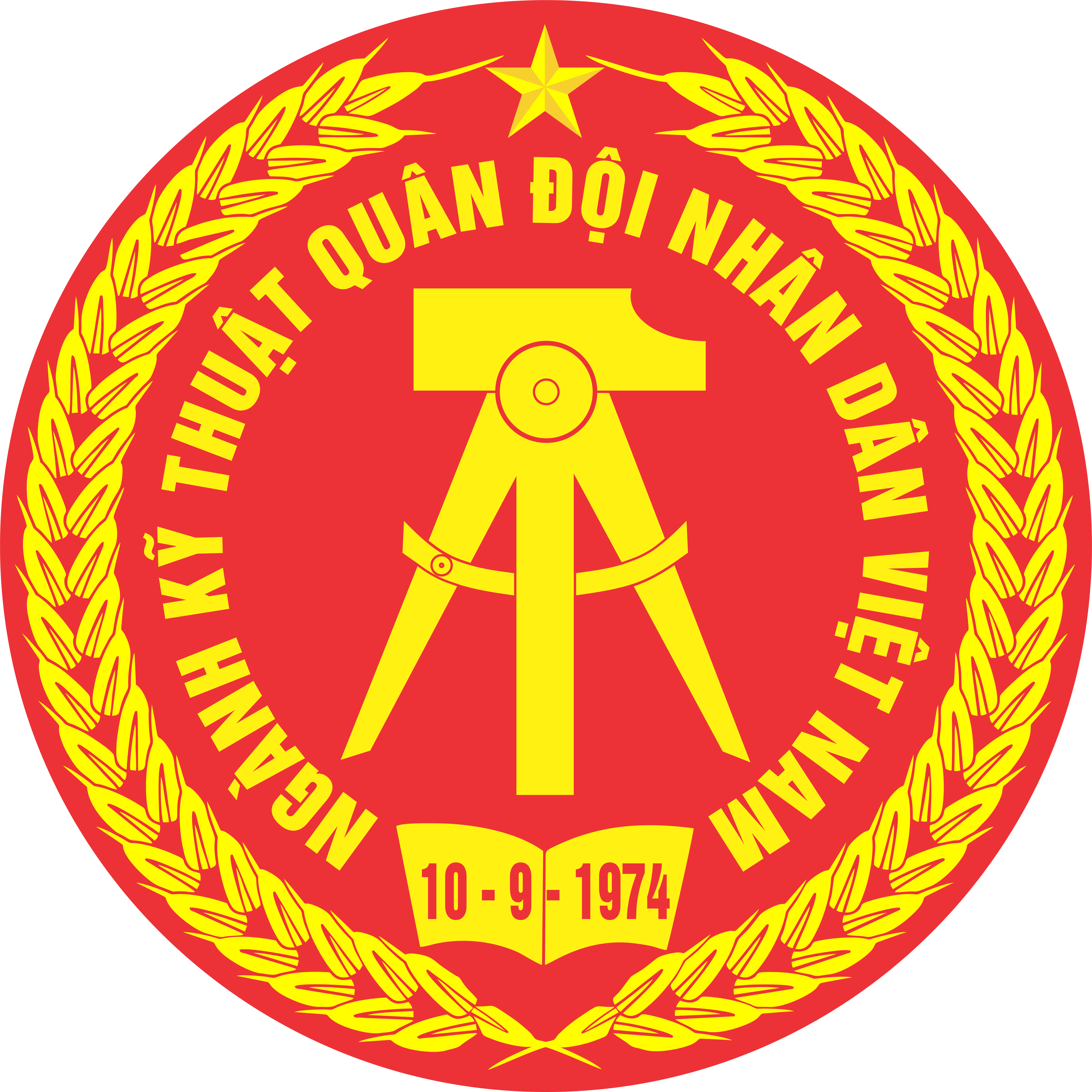
Biểu trưng ngành kỹ thuật QĐNDVN

## Các chuyên ngành
| - Phòng không - Không quân - Hải quân - Quân khí - Xe - Máy - Tăng-Thiết giáp - Pháo binh - Đặc công - Bản đồ | - Công binh - Hóa học - Thông tin liên lạc - Tiêu chuẩn - Đo lường - Chất lượng - Cơ yếu - Tác chiến Điện tử - Công nghệ thông tin - Tình báo - Tàu thuyền |

## Tổ chức
- Hệ thống Ngành Kỹ thuật Quân đội Việt Nam gồm cơ quan kỹ thuật, cơ sở kỹ thuật trong toàn quân theo ngành dọc.

### Cơ quan Kỹ thuật
1. Tổng cục Kỹ thuật thuộc Bộ Quốc phòng
2. Cục Kỹ thuật thuộc:
| - Bộ Tư lệnh Thủ đô Hà Nội - Quân khu 1 - Quân khu 2 - Quân khu 3 - Quân khu 4 - Quân khu 5 - Quân khu 6 - Quân khu 9 | - Quân đoàn 1 - Quân đoàn 2 - Quân đoàn 3 - Quân đoàn 4 - Quân chủng Hải quân - Quân chủng Phòng không - Không quân - Bộ đội Biên phòng - Bộ Tư lệnh Cảnh sát biển | - Bộ Tư lệnh Bảo vệ Lăng - Bộ Tư lệnh Thành phố Hồ Chí Minh - Binh chủng Đặc công - Binh chủng Công binh - Binh chủng Pháo binh - Binh chủng Tăng-Thiết giáp - Binh chủng Hóa học - Binh chủng Thông tin Liên lạc - Các đơn vị tương đương khác |

3. Phòng Kỹ thuật thuộc:
- Bộ Chỉ huy Quân sự 61 tỉnh, thành phố
- Các Sư đoàn
- Các Lữ đoàn
- Các Bộ Tư lệnh Vùng Hải quân (Vùng 1, 2, 3, 4, 5)
- Các Trường Học viện, Đại học, Sĩ quan trực thuộc Bộ, Tổng cục, Quân chủng, Quân khu, Binh chủng.
- Các Tổng Công ty trực thuộc Bộ.
- Các đơn vị tương đương khác.